# (29851) 1999 FW25
A (29851) 1999 FW25 a Naprendszer kisbolygóövében található aszteroida. A LINEAR projekt keretében fedezték fel 1999. március 19-én.